# Frans Francken (1581–1642)
Frans Francken II, född 1581 i Antwerpen, död där den 6 maj 1642, var en flamländsk konstnär. Han var son till Frans Francken (1542–1616) och far till Frans Francken (1607–1667).
Francken är den mest kände i målarfamiljen Francken, och upphovsman till ett stort antal arbeten, mestadels i litet format och i motsats till faderns övervägande kyrkliga produktion, tänkta som galleribilder. Motivvalet är mycket omfattande, bibliska, historiska och mytologiska scener ända ned till ordspråksillustrerande genrebilder. En varm rödaktig kolorit utmärker de tavlor, han målade under sin starkaste period. I sitt sista levnadsår målade han i en friare komposition, men måleriet blir tunnare i en ljusare och kyligare färgskala. Franckens verk finns spridda i de flesta europeiska museer, och är ofta svåra att skilja från repliker, gjorda av andra medlemmar av familjen. Francken är bland annat representerad vid Nationalmuseum, Göteborgs konstmuseum. och Hallwylska Museet.